# Jörg Schwanke
Jörg Schwanke (* 12. Januar 1969 in Peitz) ist ein ehemaliger deutscher Fußballspieler und heutiger -trainer.

## Sportliche Laufbahn

### BSG-, Club- und Vereinsstationen
Der in Peitz geborene Schwanke begann in Cottbus 1978 bei der BSG Energie mit dem Fußballspielen, ehe er mit zwölf Jahren an die KJS nach Ost-Berlin delegiert wurde und sich dort für fünf Jahre dem Nachwuchs des Spitzenclubs BFC Dynamo anschloss. 1986 kehrte er nach Cottbus zurück und spielte dort zunächst in der Juniorenmannschaft, für die er im Jahr seiner Rückkehr vom BFC von den Funktionären der BSG Energie aus disziplinarischen Gründen für drei Monate gesperrt wurde. In der Saison 1987/88 schaffte der 19-jährige Mittelfeldakteur in der Rückrunde den Sprung in die erste Mannschaft. Er debütierte im April 1988 in der zweitklassigen Liga im Team des späteren Aufsteigers. 1988/89 bestritt er seine ersten 13 Spiele in der DDR-Oberliga. Bis 1991 kam er bei Energie Cottbus auf insgesamt 58 Erstligaspiele, in denen er zwei Tore erzielen konnte.
Im Sommer 1991 verließ er Energie Cottbus und schloss sich dem Bundesligisten VfL Bochum an. In seiner ersten Saison beim VfL erreichte die Mannschaft einen 15. Tabellenplatz und konnte sich so den Klassenerhalt sichern. Doch schon eine Saison später hatten die Bochumer kein Glück und mussten in die 2. Fußball-Bundesliga absteigen. In der Saison 1993/94 konnte Bochum aber die zweite Liga dominieren und stieg als Tabellenerster postwendend wieder in die Bundesliga auf. Als die Folgesaison jedoch erneut den Abstieg brachte, verließ Schwanke Bochum 1995 zum Regionalligisten 1. FC Union Berlin.
In Berlin wurde er zum Mannschaftskapitän und Führungsspieler, allerdings musste der Verein ihn kurz nach Beginn der Saison 1996/97 wegen finanzieller Schwierigkeiten zum LR Ahlen abgeben. In Ahlen bekam Schwanke zwar pünktlich sein Gehalt, wurde in der westfälischen Provinz aber nicht glücklich und verließ den Verein nach einem Jahr zum SV Babelsberg 03, wo sein alter Trainer aus Union-Tagen Karsten Heine inzwischen auf der Bank saß. Nachdem jedoch auch Babelsberg finanzielle Probleme bekommen hatte, holte Union im Sommer 1998 Schwanke zusammen mit dem Ex-Unioner Tom Persich zurück nach Köpenick.
Auch bei seinem zweiten Engagement für die Unioner wurde Schwanke wieder zum Spielführer und Publikumsliebling. Jedoch scheitert er in der Saison 1999/2000 mit dem Verein knapp in der Relegation für die zweite Bundesliga, als zunächst der VfL Osnabrück und dann LR Ahlen zu stark für Union waren. Nach dem verpassten Aufstieg verließ er den Klub gegen den Willen der Fans und seines Trainers Georgi Wassilew, da er sich mit Vereinspräsident Heiner Bertram überworfen hatte. Ausgerechnet bei seinem Ex-Verein Ahlen, den er zweieinhalb Jahre zuvor unzufrieden verlassen hatte, unterschrieb Schwanke danach, um doch noch in der zweiten Liga spielen zu können.
In den folgenden Jahren entwickelte sich Schwanke zu einem echten „Wandervogel“ und wechselte praktisch im Jahrestakt seine Vereine. Nach eineinhalb wenig erfolgreichen Jahren in Ahlen (beim Zweitligisten kam er nur auf 17 Einsätze), spielte er ein halbes Jahr für den SC Paderborn 07, bevor er 2002 zum Dresdner SC ging. Nach dem Abstieg des DSC aus der Regionalliga ein Jahr später, ging Schwanke zurück nach Berlin, diesmal aber zu seinem Jugendverein BFC Dynamo. Mit dem BFC gelang Schwanke in der fünftklassigen Verbandsliga Berlin die Meisterschaft und der Aufstieg in die NOFV-Oberliga. Trotzdem wechselte er erneut, ging dabei zum Ligakonkurrenten und Ex-Club Babelsberg 03.
Zum Beginn der Saison 2005/06 schließlich heuerte Schwanke zum dritten Mal in seiner Karriere beim 1. FC Union an. Seine letzte Anstellung bei den Wuhlheidern war für ihn jedoch nicht so erfolgreich wie die zwei vorherigen. Zwar wurde er wieder zum Kapitän ernannt, machte aufgrund von Verletzungen aber nur zehn Spiele und wurde zum Ende vom neuen Trainer Christian Schreier sogar ausgemustert. Somit war er nicht mehr maßgeblich am Wiederaufstieg der Eisernen in die Regionalliga beteiligt. Die Streitigkeiten eskalierten schließlich, als Schwanke – dessen Vertrag noch bis 2007 lief – per gerichtlicher Verfügung am Training teilnehmen wollte. Schließlich verließ er Union doch und ging zum Oberligisten Germania 90 Schöneiche, wo er aber im Laufe der Hinrunde 2007/08 nach nur elf Spielen (ohne Torerfolg) wegen interner Querelen zum RSV Waltersdorf 09 weiterzog. Dort erwartete ihn als Trainer sein ehemaliger Babelsberger Mitspieler Enrico Röver.

### Auswahleinsätze
Sein einziges Länderspiel für die A-Nationalmannschaft, zuvor hatte er im Frühjahr 1990 für die B-Elf des DFV debütiert, war zugleich die letzte Partie der DDR-Elf. Sie fand am 12. September 1990 in Brüssel statt und endete mit einem 2:0-Sieg für die DDR gegen Belgien. Schwanke spielte die gesamten 90 Minuten im rechten Mittelfeld der von Eduard Geyer trainierten Mannschaft.

## Trainerlaufbahn
Im Sommer 2009 übernahm Schwanke durch die Vermittlung Steffen Freunds beim ESV Lokomotive Elstal die B-Juniorenmannschaft als Trainer. 2010 kam er zurück nach Berlin, um dort das Training der Männermannschaft vom Club Italia zu übernehmen.
Von 2011 bis 2017 arbeitete Schwanke bei Hertha BSC in der Nachwuchsakademie in verschiedenen Funktionen, als Assistent der Leitung, Nachwuchsscout, Individualtrainer und Cheftrainer der U-23, U-19, U-16. Im Juli 2016 übernahm er die U-17, die er gemeinsam mit Andreas Thom anleitete. Im Oktober 2017 wechselte er als Trainer zum Berlinligisten SV Empor Berlin.

## Trivia
Schwanke ist der Bruder der Schauspielerin und Sängerin Momo Kohlschmidt.

## Statistik
- DDR-Oberliga: 58 Spiele / 2 Tore (alle für Energie Cottbus)
- DDR-Liga: 6 / 0 (alle für Energie Cottbus)
- Bundesliga: 59 Spiele / 2 Tore (alle für den VfL Bochum)
- 2. Bundesliga:  42 / 0 (davon VfL Bochum – 25 / 0; LR Ahlen – 17 / 0)
- Regionalliga: 147 / 4
  - 1. FC Union Berlin – 90 / 2
  - LR Ahlen – 29 / 0
  - SV Babelsberg 03 – 11 / 0
  - SC Paderborn 07 – 2 / 0
  - Dresdner SC – 15 / 2
- Oberliga: 43 / 4
  - SV Babelsberg 03 – 32 / 4[10]
  - 1. FC Union Berlin – 10 / 0
  - Germania Schöneiche – 11 / 0[11]
- Verbandsliga Berlin: 26 / 4
  - BFC Dynamo – 22 / 4
  - 1. FC Union Berlin II – 4 / 0
- Landesliga Brandenburg Süd: 12 / ? (alle für den RSV Waltersdorf)[12]